# Xenocratena suecica
Xenocratena suecica Odhner, 1940 è un mollusco nudibranco, unica specie del genere Xenocratena e della famiglia Xenocratenidae.